# Wilkowiecko (gromada)
Wilkowiecko – dawna gromada, czyli najmniejsza jednostka podziału terytorialnego Polskiej Rzeczypospolitej Ludowej w latach 1954–1972.
Gromady, z gromadzkimi radami narodowymi (GRN) jako organami władzy najniższego stopnia na wsi, funkcjonowały od reformy reorganizującej administrację wiejską przeprowadzonej jesienią 1954 do momentu ich zniesienia z dniem 1 stycznia 1973, tym samym wypierając organizację gminną w latach 1954–1972.
Gromadę Wilkowiecko z siedzibą GRN w Wilkowiecku utworzono – jako jedną z 8759 gromad na obszarze Polski – w powiecie kłobuckim w woj. stalinogrodzkim, na mocy uchwały nr 19/54 WRN w Stalinogrodzie z dnia 5 października 1954. W skład jednostki wszedł obszar dotychczasowej gromady Wilkowiecko (z wyłączeniem wsi Brzezinki) ze zniesionej gminy Walenczów oraz obszar dotychczasowej gromady Mokra ze zniesionej gminy Miedźno w tymże powiecie, a także oddziały leśne nr nr 36–62, 65, 66, 69, 72 i 77 z Nadleśnictwa Grodzisko. Dla gromady ustalono 19 członków gromadzkiej rady narodowej.
29 lutego 1956 z gromady Wilkowiecko wyłączono wieś Mokra, kolonię Mokra, osadę leśną Mokra, osadę leśną Rębielice, osadę leśną Sudoł oraz oddziały leśne nr nr 36–62, 65, 66, 69, 72 i 77 z Nadleśnictwa Grodzisko, a z obszarów tych utworzono nową gromadę Mokra w tymże powiecie.
20 grudnia 1956 województwo stalinogrodzkie przemianowano (z powrotem) na katowickie.
1 stycznia 1958 do gromady Wilkowiecko przyłączono przysiółek Brzezinki z gromady Walenczów w tymże powiecie.
31 grudnia 1961 gromadę zniesiono, a jej obszar włączono do gromady Opatów w tymże powiecie.